# Isochariesthes ciferrii
Isochariesthes ciferrii là một loài bọ cánh cứng trong họ Cerambycidae.